# Pans doosschildpad

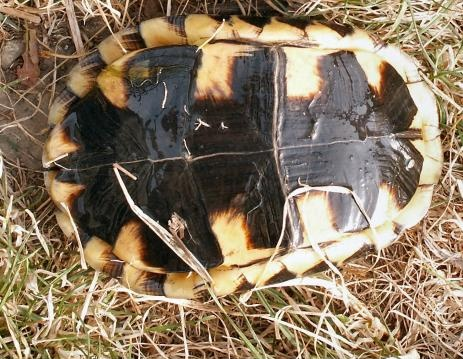
Buikzijde

Pans doosschildpad, ook wel Pans waterdoosschildpad (Cuora pani) is een schildpad uit de familie Geoemydidae.

## Naamgeving
De schildpad werd voor het eerst wetenschappelijk beschreven door Ming-tao Song in 1984. Later werd de wetenschappelijke naam Cuora chriskarannarum gebruikt. De soortnaam pani is door Ming-tao Song waarschijnlijk gekozen als een eerbetoon aan zijn Chinese collega-herpetoloog Pan Lei waarmee Song veel heeft samengewerkt. Dit is echter niet zeker omdat Song de etymologie van de wetenschappelijke naam nooit heeft toegelicht.

## Uiterlijke kenmerken
Het rugschild of carapax wordt ongeveer 16 centimeter lang, mannetjes blijven kleiner tot ongeveer 11 cm. Het schild is langwerpig van vorm en olijfbruin tot zwart van kleur, de schildrand is lichter. Het schild is enigszins afgeplat en is aan de zijkanten van het midden steiler dan de bovenzijde en de zijkanten, de zijschilden (marginalen) staan wat omhoog. Het buikschild is geel met zwarte markeringen die vervagen naarmate de schildpad ouder wordt. De olijfgroene kop is langwerpig en smal en heeft een iets uit-stekende snuitpunt. De iris is groen, de kaken en kin geel. De nek heeft fijne lichte lengtestrepen. Achter het oog is een gele lengtestreep aanwezig evenals onder het oog op de kaakrand. De voorpoten hebben vergrote schubben, de achterpoten niet. De kleur van de poten is olijfgroen aan de buitenzijde, de binnenzijde en de pootoksels zijn lichter van kleur. De schildpad kan net als alle doosschildpadden het buikschild omhoog klappen ter bescherming tegen vijanden.

## Verspreidingsgebied
Pans doosschildpad is endemisch in China, over de levenswijze en biologie is nog niets bekend.